# Крамаренко, Григорий Иванович
Григо́рий Ива́нович Крамаре́нко (22 августа 1925, хутор Анновка, Курская губерния — 5 декабря 2012, Ставрополь) — советский офицер-танкист, участник Великой Отечественной войны, Герой Советского Союза (1943).

## Биография
Родился 22 августа 1925 года на хуторе Анновка Грайворонского уезда Курской губернии (ныне в Ракитянском районе Белгородской области) в семье крестьянина. Русский. К началу войны успел окончить 9 классов Графской школы. 10-й класс заканчивал уже в подмосковном Наро-Фоминске.

### Великая Отечественная война
Когда осенью 1941 года территория Курской области была оккупирована немецкими войсками, 16-летний Григорий ушёл в партизанский отряд. После ранения в ногу был по благоприятному стечению обстоятельств эвакуирован на самолёте за линию фронта и госпитализирован.
После выздоровления в начале 1943 года призван в РККА Краснояружским райвоенкоматом Курской области. С февраля принимал участие в боевых действиях войск Воронежского, а в последующем 1-го Украинского фронта.

### Подвиг
23 сентября 1943 года 18-летний командир пулемётного расчёта 569-го стрелкового полка 161-й стрелковой дивизии 40-й армии Воронежского фронта сержант Григорий Крамаренко, пользуясь подручными средствами, под вражеским огнём переправился в составе группы через Днепр. На правом его берегу, в районе хутора Монастырёк (на современной территории украинского города Ржищева) в течение суток прикрывал пулемётным огнём переправу советских частей, уничтожив при этом несколько десятков человек живой силы врага. В течение ещё трёх дней, находясь на переднем крае Букринского плацдарма, группа Крамаренко отбивала контратаки гитлеровцев. К 28 сентября дивизия почти полностью переправилась на правый берег, и немцы были оттеснены от Днепра на несколько километров.
Указом Президиума Верховного Совета от 23 октября 1943 года сержанту Крамаренко Григорию Ивановичу «за образцовое выполнение боевых заданий командования на фронте борьбы с немецко-фашистскими захватчиками и проявленные при этом мужество и героизм» было присвоено звание Героя Советского Союза с вручением ордена Ленина и медали «Золотая Звезда».
В феврале 1944 года Г. И. Крамаренко был направлен на учёбу в 1-е гвардейское Ульяновское танковое училище. Окончив его через год в звании лейтенанта, Крамаренко возвращался в должности командира взвода тяжёлых танков на фронт. Однако по пути следования в расположение части его эшелон был обстрелян на территории Польши бандеровцами. Получив тяжёлую контузию, лейтенант Крамаренко остаток войны провёл в госпитале.

### Послевоенные годы
24 июня 1945 года Г. И. Крамаренко принял участие в Параде Победы на Красной площади в составе Кантемировской дивизии.
В 1949 году окончил курсы усовершенствования офицерского состава, позже — Московскую военную академию. В 1955 году опытный Г. И. Крамаренко был направлен в Закавказский военный округ, где подготовил сотни танкистов для Вооружённых Сил страны. В 1957 году вступил в ряды КПСС.
В феврале 1979 года в звании полковника танковых войск Г. И. Крамаренко вышел в запас, однако во время боевых действий в Афганистане в 1980-х годах был там военным советником.
Будучи военным пенсионером, он проживал в Тбилиси, где более 10 лет проработал в системе Министерства лёгкой промышленности Грузии. После распада СССР переехал в 1991 году в Ставрополь. Работал в Ставропольском краевом комитете ветеранов войны, был членом президиума Совета, первым заместителем председателя краевого Совета ветеранов танковых войск. Около двадцати раз принимал участие в Парадах Победы в Москве. Активно выполняя работу по военно-патриотическому воспитанию молодёжи, принимал активное участие во встречах с курсантами, школьниками и студентами.
Умер 5 декабря 2012 года на 88-м году жизни.

## Награды
- Герой Советского Союза (1943);
- орден Ленина (1943);
- орден Красного Знамени;
- орден Отечественной войны I степени (1985);
- два ордена Красной Звезды (1943, ?);
- орден «За службу Родине в Вооружённых Силах СССР» III степени;
- медали.